# Harry O
Harry O ist eine US-amerikanische Krimiserie, die zwischen 1974 und 1976 produziert und bei ABC ausgestrahlt wurde.

## Handlung
Der Polizeibeamte Harry Orwell wird während eines Einsatzes bei einem Raubüberfall angeschossen, wobei eine Kugel in seinen Rücken eindringt. Da die Kugel aufgrund ihrer Nähe zum Wirbelsäule nicht entfernt werden kann und zu zeitweisen Lähmungen führt, quittiert er seinen Dienst bei der Polizei von San Diego. Als Frührentner lebt er in einem Strandhaus auf Coronado Island, von wo er mit Unterstützung der Polizei in Person von Lt. Manuel Quinlan eine Privatdetektei betreibt. Nach einigen Folgen zieht Orwell nach Los Angeles, wo er nach dem Tod von Quinlan nun mit Lt. Trench und Sgt. Roberts zusammenarbeitet. Orwell besitzt ein renovierungsbedürftiges Boot und einen Austin-Healey, der jedoch die meiste Zeit in der Werkstatt von Spencer Johnson steht, weswegen Orwell häufig mit öffentlichen Verkehrsmitteln unterwegs ist. In Los Angeles trifft er zudem auf seine attraktive Nachbarin, die Stewardess Sue Ingram (in der zweiten Staffel: Ingham), sowie den Möchtegern-Detektiv Lester Hodges.

## Hintergrund
Die deutsche Erstausstrahlung fand 1978 im Bayerischen Fernsehen statt, weitere Dritte Programm zogen nach; es wurden jedoch nur 26 Folgen gesendet. Bundesweit erfolgte die Ausstrahlung erst 1990 durch ProSieben, wo 13 zusätzliche Episoden zur Aufführung kamen. Vier bislang nicht gezeigte Folgen wurden 1994 im Rahmen einer Wiederholung bei Kabel eins gesendet, zwei weitere strahlte DF1 1997 aus.
In Gastrollen traten unter anderem Martin Sheen, Roddy McDowall, Don Stroud, Louis Gossett junior, Larry Hagman und Kurt Russell sowie Stefanie Powers, Linda Evans, Cheryl Ladd, Margot Kidder, Jodie Foster und Anne Archer auf.

## Auszeichnungen
Emmyverleihung
- 1976: Emmy in der Kategorie Outstanding Continuing Performance by a Supporting Actor in a Drama Series an Anthony Zerbe

Edgar Allan Poe Award
- 1975: Nominierung in der Kategorie Best Television Episode für Howard Rodman